# 샌프란시스코 통합 학구

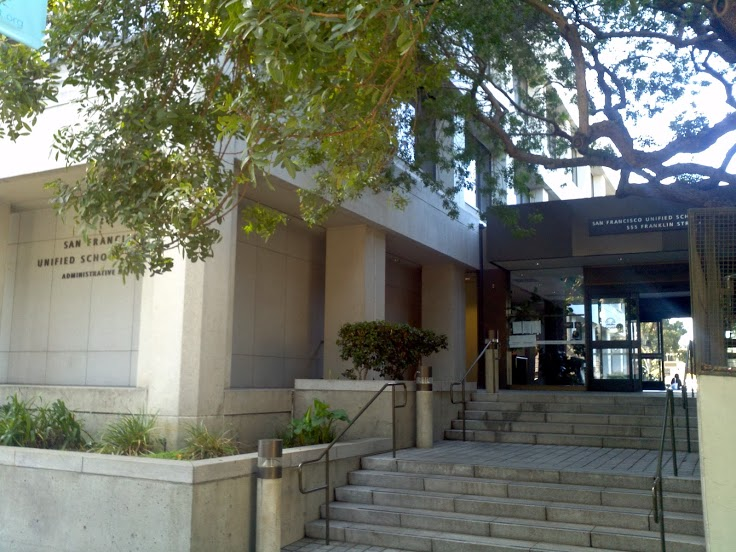
SFUSD 본사

샌프란시스코 통합 학구(영어: San Francisco Unified School District, SFUSD)는 샌프란시스코의 유일한 공립학교 시스템이자 캘리포니아 주의 첫 학구이다. 160개 이상의 기관과 55,500명 이상의 학생이 속해있다.